# Buffalo Bills 1979
La stagione 1979 dei Buffalo Bills è stata la decima della franchigia nella National Football League, la 20ª complessiva. Con Chuck Knox capo-allenatore per il secondo anno la squadra ebbe un record di 7-9, classificandosi quarta nella AFC East Division e mancando l'accesso ai playoff per il quinto anno consecutivo.
In possesso della prima scelta assoluta, ottenuta dai San Francisco 49ers nello scambio che portò O.J. Simpson in California, i Bills scelsero Tom Cousineau. Questi non giocò mai con la squadra poiché scelse di firmare con i Montreal Alouettes della Canadian Football League, che offrirono il doppio dei soldi di Buffalo. Quando il giocatore volé tornare negli Stati Uniti, gli Houston Oilers fecero un'offerta per i suoi servigi ma Buffalo, che deteneva ancora i diritti sulla sua scelta, la pareggiò. In seguito cedette Cousineau ai Cleveland Browns in cambio della scelta del primo giro del Draft NFL 1983 (la 14ª assoluta) con cui i Bills scelsero Jim Kelly.
Con una sconfitta contro i Dolphins nella settimana 7, la squadra perse la 20ª gara consecutiva contro Miami, un record NFL.

## Roster
| Roster dei Buffalo Bills nel 1979 |
| --- |
| Quarterback - 12 Joe Ferguson - 11 Dan Manucci - 9 Bill Munson Running Back - 47 Curtis Brown FB - 35 Mike Collier - 25 Roland Hooks - 40 Terry Miller - 23 Steve Powell Wide Receiver - 80 Jerry Butler - 81 Bob Chandler - 80 Danny Fulton - 82 Frank Lewis - 89 Lou Piccone - 86 Leonard Willis Tight End - 88 Reuben Gant - 87 Joe Shipp Offensive Linemen - 73 Jon Borchardt T - 68 Joe DeLamielleure G - 70 Joe Devlin T - 53 Will Grant C - 72 Ken Jones T - 67 Reggie McKenzie G - 61 Willie Parker C - 65 Tim Vogler G Defensive Linemen - 74 Dee Hardison DT - 90 Scott Hutchinson DE - 71 Mike Kadish DT - 91 Ken Johnson DE - 76 Fred Smerlas DT - 83 Sherman White DE - 77 Ben Williams DE Linebacker - 55 Jim Haslett - 54 Tom Higgins - 52 Chris Keating - 51 Dan Jilek - 59 Shane Nelson - 58 Isiah Robertson - 57 Lucius Sanford Defensive Back - 29 Mario Clark CB - 22 Steve Freeman FS - 21 Doug Greene SS - 47 Tony Greene SS - 46 Keith Moody CB - 38 Jeff Nixon FS - 26 Charles Romes CB Special Team - 4 Rusty Jackson P - 5 Nick Mike-Mayer K Lista delle riserve - 85 Phil Dokes DT (IR) - -- Connie Zelencik C (IR) |
| Legenda - I rookie sono in corsivo. - Il primo ruolo è il principale mentre gli eventuali successivi indicano i ruoli secondari. - (IR) sta per Injured Reserve ed indica la lista ristretta per un solo giocatore infortunato che può tornare ad allenarsi dopo la settimana 6 e a rientrare in prima squadra dopo che questa ha giocato 8 partite. - (NF-Inj.) / (NF-Ill.) stanno rispettivamente per Non-Football Injured e Non-Football Illness ed indicano le liste dove viene inserito un giocatore che ha un infortunio o una malattia non dipendente dal football americano. - (PUP) sta per Physically Unable to Perform ed indica la lista dove viene inserito un giocatore mentre è in attesa di recuperare la condizione fisica. Nella stagione regolare dopo la sesta partita giocata dalla propria squadra, il giocatore ha tempo tre settimane per riprendere ad allenarsi, più tre settimane aggiuntive dal suo rientro agli allenamenti per rientrare in prima squadra. |

Fonte:

## Calendario
| Stagione regolare |                   |                         |           |          |
| Turno             | Data              | Avversario              | Risultato | Pubblico |
| 1                 | 2 settembre 1979  | Miami Dolphins          | S 9–7     | 69,441   |
| 2                 | 9 settembre 1979  | Cincinnati Bengals      | V 51–24   | 43,504   |
| 3                 | 16 settembre 1979 | at San Diego Chargers   | S 27–19   | 50,709   |
| 4                 | 23 settembre 1979 | New York Jets           | V 46–31   | 68,731   |
| 5                 | 30 settembre 1979 | at Baltimore Colts      | V 31–13   | 31,904   |
| 6                 | 7 ottobre 1979    | Chicago Bears           | S 7–0     | 73,383   |
| 7                 | 14 ottobre 1979   | at Miami Dolphins       | S 17–7    | 45,597   |
| 8                 | 21 ottobre 1979   | Baltimore Colts         | S 14–13   | 50,581   |
| 9                 | 28 ottobre 1979   | at Detroit Lions        | V 20–17   | 61,911   |
| 10                | 4 novembre 1979   | New England Patriots    | S 26–6    | 67,935   |
| 11                | 11 novembre 1979  | at New York Jets        | V 14–12   | 50,647   |
| 12                | 18 novembre 1979  | Green Bay Packers       | V 19–12   | 39,679   |
| 13                | 25 novembre 1979  | at New England Patriots | V 16–13   | 60,991   |
| 14                | 2 dicembre 1979   | Denver Broncos          | S 19–16   | 37,886   |
| 15                | 9 dicembre 1979   | at Minnesota Vikings    | S 10–3    | 42,239   |
| 16                | 16 dicembre 1979  | at Pittsburgh Steelers  | S 28–0    | 48,002   |

## Classifiche
| AFC East             |    |    |   |      |     |      |     |     |     |
|                      | V  | S  | P | %    | DIV | CONF | PF  | PS  | STR |
| Miami Dolphins(3)    | 10 | 6  | 0 | .625 | 5–3 | 6–6  | 341 | 257 | S1  |
| New England Patriots | 9  | 7  | 0 | .563 | 4–4 | 6–6  | 411 | 326 | V1  |
| New York Jets        | 8  | 8  | 0 | .500 | 4–4 | 5–7  | 337 | 383 | V3  |
| Buffalo Bills        | 7  | 9  | 0 | .438 | 4–4 | 5–7  | 268 | 279 | S3  |
| Baltimore Colts      | 5  | 11 | 0 | .313 | 3–5 | 4–10 | 271 | 351 | V1  |

## Premi
- Jim Haslett:

rookie difensivo dell'anno